# Jalpa de Méndez
Jalpa de Méndez – miasto w meksykańskim w stanie Tabasco, siedziba władz gminy o tej samej nazwie. Miasto położone jest w odległości około 35 km na południe od wybrzeża Zatoki Meksykańskiej oraz 29 km na północny zachód od stolicy stanu Villahermosa. W 2005 roku ludność miasta liczyła 14 746 mieszkańców.
W 1887 roku nazwa miasta z Villa de Jalpa została zmieniona na obecną na cześć bohatera narodowego Gregorio Méndez Magaña.